# 施维尔茨海姆
施维尔茨海姆是德国莱茵兰-普法尔茨州的一个市镇。总面积13.68平方公里，总人口428人，其中男性217人，女性211人（2011年12月31日），人口密度31人/平方公里。